# Кулифаи, Тамаш
Тамаш Кулифаи (венг. Kulifai Tamás; 4 мая 1989, Будапешт) — венгерский гребец-байдарочник, выступает за сборную Венгрии начиная с 2011 года. Серебряный призёр летних Олимпийских игр в Лондоне, чемпион мира, бронзовый призёр чемпионата Европы, чемпион первых Европейских игр в Баку, победитель многих регат национального и международного значения.

## Биография
Тамаш Кулифаи родился 4 мая 1989 года в Будапеште. Активно заниматься греблей начал с раннего детства, тренировался под руководством Каталин Рожньои, проходил подготовку в спортивных клубах MTK и Vasas SC.
Первого серьёзного успеха на взрослом международном уровне добился в 2011 году, когда попал в основной состав венгерской национальной сборной и побывал на домашнем чемпионате мира в Сегеде, откуда привёз награду золотого достоинства, выигранную в зачёте двухместных байдарок на дистанции 500 метров вместе с напарником Давидом Тотом.
Благодаря череде удачных выступлений удостоился права защищать честь страны на летних Олимпийских играх 2012 года в Лондоне — в составе четырёхместного экипажа, куда также вошли гребцы Золтан Каммерер, Давид Тот и Даниэль Пауман, на тысяче метрах занял второе место и завоевал тем самым серебряную олимпийскую медаль (в финале его обошёл только экипаж из Австралии).
После лондонской Олимпиады Кулифаи остался в основном составе гребной команды Венгрии и продолжил принимать участие в крупнейших международных регатах. Так, 2013 году он выступил на чемпионате Европы в португальском городе Монтемор-у-Велью, где стал бронзовым призёром в четвёрках на тысяче метрах. В следующем сезоне в той же дисциплине взял бронзу на мировом первенстве в Москве. Ещё через год на аналогичных соревнованиях в Милане добавил в послужной список серебряную награду, полученную в километровой гонке четырёхместных экипажей. Кроме того, в сезоне 2015 года отправился представлять страну на первых Европейских играх в Баку и со своей байдаркой-четвёркой на тысяче метрах одержал там победу.